# Зильбер, Бен-Цион
Бен-Цио́н Зи́льбер (родился в 1949 в Казани) — один из ведущих раввинов русскоязычных религиозных евреев в Израиле и раввин организации Толдот Йешурун, крупнейшей организации по приближению евреев из СНГ к иудаизму в Израиле.

## Биография
Рав Бен-Цион родился в 1949 году в Казани у рава Ицхака Зильбера и Гиты-Леи Зайдман. Вырос в Ташкенте. С 15 лет начал организовывать кружки по иудаизму. В 1972 году с отцом репатриировался в Израиль и поступил на учёбу в иешиву Мир в Иерусалиме, где удивил всех своим знанием Торы, которое приобрёл в советских условиях. Женился на дочери главы иешивы «Слободка» рава Баруха Розенберга. В последние годы жизни отца стал его ближайшим помощником и постепенно возложил на себя его обязанности «русского раввина». После его смерти официально возглавил организацию Толдот Йешурун и был уполномочен равом Йосефом Шаломом Эльяшивом, крупнейшим ашкеназским раввином, возглавить русскоязычное религиозное общество.
Рав Бен-Цион является одним из наиболее признанных русскоязычных раввинов, многие книги на русском языке выходят с его обязательной рекомендацией. Все лидеры современного еврейства - Рав Овадья Йосеф, Рав Йосеф Эльяшив, Рав Арон Штейнман и др., -  обязательно советуются с ним о путях русскоязычной общины.
Неоднократно совершал турне по русскоязычным еврейским общинам в бывшего Советского Союза, Америки, Европы. Автор многочисленных лекций, нескольких книг, а также редактор многих религиозных изданий.